# Артур, Карен
Карен Артур (англ. Karen Arthur, род. 24 августа 1941) — американский режиссёр, продюсер и актриса, снявшая более сорока различных мини-сериалов и сделанных для телевидения фильмов. Артур выиграла премию «Эмми» за лучшую режиссуру драматического сериала в 1985 году, за сериал «Кегни и Лейси», став тем самым первой женщиной, выигравшей премию в этой категории.
Артур родилась в Омахе, штат Небраска и переехала в Голливуд в начале шестидесятых. Работая актрисой она снялась в кинофильмах «Руководство для женатого мужчины» (1967) и «Победители» (1969), а также появилась в нескольких телешоу, но в начале семидесятых переместилась за кадр в качестве режиссёра. Она сняла три полнометражных фильма: «Наследие» (1975), «Клетка Мафу» (1978) и «Берегись, дама!» (1987), но чаще работала на телевидении.
Артур выступила режиссёром таких мини-сериалов как «Богач, бедняк», «Возвращение в Эдем», «Перекрёстки», «Джексоны: Американская мечта», «Смерть на автозаправке», «Настоящие женщины» и «Их собственная воля», а также работала над сериалами «Супруги Харт», «Ремингтон Стил», «Кегни и Лейси» и «Седьмое небо».
Она является одной из новаторских женщин-режиссёров, которые регулярно работали в Голливуде в 1970-х и 1980-х годах (вместе с Элейн Мэй, Джоан Дарлинг, Джоан Миклин Сильвер, Шэррон Миллер, Габриэль Бомонт, Лилой Свифт, Гвен Арнер и Ким Фридмен.

## Избранная фильмография
Актриса
- Манкиз / The Monkees (1966)
- Руководство для женатого мужчины / A Guide for the Married Man (1967)
- Данди и Калхейн / Dundee and the Culhane (1967)
- Территория Симаррон / Cimarron Strip (1967)
- Дикий дикий запад / The Wild Wild West (1967)
- Большая долина / The Big Valley (1968)
- Эта девушка / That Girl (1968)
- Победители / Winning (1969)
- Напряги извилины / Get Smart (1967—1969)
- Шоу Дорис Дэй / The Doris Day Show (1969)
- Бессмертный / The Immortal (1970)
- Менникс / Mannix (1970)
- Айронсайд / Ironside (1971)
- Улицы Сан-Франциско / The Streets of San Francisco (1974)

Режиссёр
- Богач, бедняк: Часть вторая / Rich Man, Poor Man Book II (1976)
- Клетка Мафу / The Mafu Cage (1978)
- Возвращение в Эдем / Return to Eden (1983)
- Бун / Boone (1983)
- Эмералд-Пойнт / Emerald Point N.A.S. (1984)
- Супруги Харт / Hart to Hart (1981—1984)
- Ремингтон Стил / Remington Steele (1983—1984)
- Жертвы для жертв: история Терезы Салдана / Victims for Victims: The Theresa Saldana Story (1984)
- Кегни и Лейси / Cagney & Lacey (1984)
- Сказка Кролика / A Bunny’s Tale (1985)
- Дело Ричарда Бека / The Rape of Richard Beck (1985)
- Пересечения / Crossings (1986)
- На крэке / Cracked Up (1987)
- Берегись, дама! / Lady Beware (1987)
- Мост в тишину / Bridge to Silence (1989)
- Отпавшие от благодати / Fall from Grace (1990)
- Тень сомнения / Shadow of a Doubt (1991)
- Секрет / The Secret (1992)
- Джексоны: Американская мечта / The Jacksons: An American Dream (1992)
- Исчезновение Кристины / The Disappearance of Christina (1993)
- Любовь и предательство: история Миа Фэрроу / Love and Betrayal: The Mia Farrow Story (1995)
- New York News / New York News (1995)
- Настоящие женщины / True Women (1997)
- Лестница / The Staircase (1998)
- Труд любви / Labor of Love (1998)
- Их собственная воля / A Will of Their Own (1998)
- Медальон / The Locket (2002)
- Седьмое небо / 7th Heaven (2003)
- Справедливая Эми / Judging Amy (2003)
- Рождественское благословение / The Christmas Blessing (2005)
- Спасти сказку / Moonlight and Mistletoe (2008)